# Coppa d'Oro
La Coppa d'Oro (aussi connue comme Course "d’une lire" et Grand Prix des Directeurs Sportifs d'Italie) est une course cycliste italienne réservée à la catégorie cadet (15/16 ans), qui se déroule chaque année en septembre dans le village de Borgo Valsugana, en région du Trentin-Haut-Adige. 

## Histoire
La course a été conçue et organisée pour la première fois en 1965 par Carlo Dalla Torre. Les trois premières éditions se sont déroulées dans les villes d’Avio, Preore et Trento. En 1968, la course est arrivée définitivement à  Borgo Valsugana. En 1969, 1976 et 1977, l’épreuve n'est pas disputée.
Le Prix final est livré au directeur sportif de l’équipe dans laquelle se trouve le cycliste gagnant. Dans le temps, il s’agissait d’une pièce de 1 lire mais, ces dernières années, cette reconnaissance symbolique a été remplacée par des prix en argent. Il n’y a pas que la course pour les cadets. À partir de 1997, on a aussi la Coppetta d'Oro, une course pour les plus jeunes au Centre sportif de Borgo Valsugana. Dès 2000, on a ajouté la Coppa Rosa, une course pour les cadettes qui a lieu le jour avant la Coppa d'Oro suivant un parcours de 50 km à peu près en partant de Borgo Valsugana pour arriver jusqu’à la limite de la Région Vénétie et de retour. Finalement, de l’année 2007, la manifestation comprend toutes les catégories du cyclisme des jeunes de 7 à 16 ans avec la Coppa di Sera, une course pour débutants masculins et féminins qui se déroule sur un tracé interne à Borgo Valsugana.
Jusqu’à présent, le seul athlète qui ait gagné deux éditions de la Coppa d'Oro est Diego Ulissi, en 2004 et 2005.
L'édition 2020 est annulée en raison du contexte sanitaire lié à la pandémie de Covid-19.

## Parcours
Le départ de la course est donné à Borgo Valsugana. On suit la route départementale 228 et on croise les communes de Roncegno Terme, Novaledo et Levico Terme. Puis on monte la colline de Tenna, on descend vers Pergine Valsugana et l’on retourne à Borgo Valsugana suivant le même tracé. À la fin de la course, les cyclistes parcourent deux fois la montée qui va de Scurelle à Telve, pour arriver après 81,2 km dans le centre de Borgo Valsugana.

## Palmarès
| Année     | Vainqueur            | Deuxième                | Troisième             |
| --------- | -------------------- | ----------------------- | --------------------- |
| 1965      | Pietro Poloni        |                         |                       |
| 1966      | Maurizio Maranzana   |                         |                       |
| 1967      | Rino Carraro         |                         |                       |
| 1968      | Paolo Giorgetti      |                         |                       |
| 1969      | non disputé          | non disputé             | non disputé           |
| 1970      | Walter Santeroni     |                         |                       |
| 1971      | Giovanni Zago        |                         |                       |
| 1972      | Massimo Zani         |                         |                       |
| 1973      | Carmelo Barone       |                         |                       |
| 1974      | Giuseppe Saronni     |                         |                       |
| 1975      | Stefano Ferri        |                         |                       |
| 1976-1977 | non disputé          | non disputé             | non disputé           |
| 1978      | Roberto Pagnin       |                         |                       |
| 1979      | Mauro Salvato        |                         |                       |
| 1980      | Gianni Bugno         |                         |                       |
| 1981      | Gianluca Scagliarini |                         |                       |
| 1982      | Gianni Mosele        |                         |                       |
| 1983      | Massimo Donati       |                         |                       |
| 1984      | Stefano Giraldi      |                         |                       |
| 1985      | Franco Roat          |                         |                       |
| 1986      | Simone Biasci        |                         |                       |
| 1987      | Alessandro Bertolini |                         |                       |
| 1988      | Gabriele Colombo     |                         |                       |
| 1989      | Federico De Beni     |                         |                       |
| 1990      | Mirco Zanobini       |                         |                       |
| 1991      | Giuseppe Palumbo     |                         |                       |
| 1992      | Giuliano Figueras    |                         |                       |
| 1993      | Ivan Basso           |                         |                       |
| 1994      | Mario Liberale       | Luca Benincasa          | Nicola Casagrande     |
| 1995      | Antonio D'Aniello    | Matteo Pieratti         | Carlo Dalla Nora      |
| 1996      | Manuele Mori         | Stefano Boggia          | Simone Masciarelli    |
| 1997      | Ivan Degasperi (it)  | Mauro Da Dalto          | Emanuele Bindi        |
| 1998      | Maurizio Flocchini   |                         |                       |
| 1999      | Antonio Mendolaro    |                         |                       |
| 2000      | Nico Sabatini        |                         |                       |
| 2001      | Dario Cataldo        | Mirco Masola            | Salvatore Dorio       |
| 2002      | Alberto Pizzo        | Michele Gobbi           | Massimo Pirrera       |
| 2003      | Luca Barla           | Enrico Mantovani        | Filippo Gusmeroli     |
| 2004      | Diego Ulissi         | Marko Kump              | Marco Gadici          |
| 2005      | Diego Ulissi         | Elia Viviani            | Matteo Pelucchi       |
| 2006      | Sonny Colbrelli      | Fabio Felline           | Moreno Moser          |
| 2007      | Anthony Orsani       | Marco Bernardinetti     | Alberto Cornelio      |
| 2008      | Emanuele Favero      | Alberto Bettiol         | Andrea Manfredi       |
| 2009      | Alberto Bettiol      | Simone Sterbini         | Stefano Nardelli      |
| 2010      | Federico Zurlo       | Stefano Marchesini      | Matej Mohorič         |
| 2011      | Matic Šafaric Kolar  | Andrea Di Mario         | Giacomo Tomio         |
| 2012      | Daniel Marcellusi    | Filippo Rocchetti       | Gianmarco Begnoni     |
| 2013      | Nicola Conci         | Ottavio Dotti           | Francesco Romano      |
| 2014      | Luca Mozzato         | Alessandro Covi         | Samuele Zambelli      |
| 2015      | Andrea Bagioli       | Filippo Zana            | Samuele Rubino        |
| 2016      | Samuele Rubino       | Samuele Manfredi        | Andrea Piccolo        |
| 2017      | Marco Codemo         | Giosuè Crescioli        | Giovanni Vito         |
| 2018      | Marco Brenner        | Manuel Oioli            | Elia Tovazzi          |
| 2019      | Max Poole            | Ivan Valinotto          | Eros Simonetto        |
| 2020      | annulé               | annulé                  | annulé                |
| 2021      | Tommaso Alunni       | Alessandro Perracchione | Tommaso Brunori       |
| 2022      | Ivan Toselli         | Patrick Casey           | Filippo Cettolin      |
| 2023      | Alessio Magagnotti   | Francesco Baruzzi       | Giacomo Dentelli      |
| 2024      | Brandon Fedrizzi     | Guido Viero             | Vanja Kuntarič Žibert |